# Cigánd
Cigánd is een plaats (város) en gemeente in het Hongaarse comitaat Borsod-Abaúj-Zemplén. Cigánd telt 3225 inwoners (2001).